# 伊地知四郎
伊地知 四郎（いじち しろう、1879年（明治12年）11月18日 - 1965年（昭和40年）5月19日）は、日本の海軍軍人、政治家。最終階級は海軍少将。第11代鹿児島市長、第3代谷山町長。

## 経歴
鹿児島県鹿児島郡谷山町（のちの谷山市、現在の鹿児島市）出身。旧制鹿児島一中卒業。1904年（明治37年）2月29日に海軍機関学校（12期）を卒業し、同年9月10日、海軍少機関士に任官した。以後、海軍機関学校教官・監事、佐世保海軍人事部員、矢矧機関長、海軍省艦政局局員、同軍需局局員、長門機関長などを務め、1923年（大正12年）12月1日、海軍機関大佐に昇進し第三戦隊機関長に就任。さらに呉鎮守府機関長・呉海軍艦船部部員、第一艦隊機関長・連合艦隊機関長、海軍燃料廠平壌鉱業部長などを歴任した。その間に日露戦争・日独戦争に出征した。1929年（昭和4年）11月30日、海軍少将に昇進し、1931年（昭和6年）12月21日に予備役に編入され、1937年（昭和12年）11月18日後備役を経て、1942年（昭和17年）11月18日に退役した。
1936年（昭和11年）に鹿児島市長に就任。鴨池公園内に鴨池総合運動場、野外劇場などの新設、鹿児島市立中学 (旧制)と鹿児島市立高等女学校の開設を行った。任期満了の1940年（昭和15年）7月11日に退任した。
その後、1940年から鹿児島鉄工機器工業組合理事長を、1941年（昭和16年）から1946年（昭和21年）まで谷山町長を務めた。その後公職追放となった。

## 栄典
位階
- 1904年（明治37年）10月10日 - 正八位[10]
- 1906年（明治39年）11月30日 - 従七位[11]
- 1909年（明治42年）12月20日 - 正七位[12]
- 1915年（大正4年）1月30日 - 従六位[13]
- 1920年（大正9年）1月20日 - 正六位[14]
- 1924年（大正13年）1月21日 - 従五位[15]
- 1929年（昭和4年）3月15日 - 正五位[16]

勲章
- 1906年（明治39年）4月1日 - 勲六等単光旭日章・明治三十七八年従軍記章[17]
- 1911年（明治44年）5月26日 - 勲五等瑞宝章[18]